# گئونچئون-وپ
گئونچئون-وپ (به لاتین: Geoncheon-eup) یک منطقهٔ مسکونی در کره جنوبی است که در گیونگجو واقع شده‌است.